# Übertragungsfaktor
Der elektroakustische Übertragungsfaktor BE eines Schallaufnehmers ist die Empfindlichkeit (englisch responsivity), mit welcher der Schalldruck von Mikrofonen – das sind Schallempfänger und Sensoren – in elektrische Signalspannung (Modulationsspannung) gewandelt wird. Die Empfindlichkeit wird in Datenblättern gern als Feld-Betriebs-Übertragungsfaktor oder Feld-Leerlaufs-Übertragungsfaktor bezeichnet und gilt – sofern nicht anders angegeben – für die Frequenz 1 kHz.
Der Faktor BE stellt das Verhältnis dar zwischen der erzeugten elektrischen Wechselspannung U und dem Schalldruck p bei 1 kHz, ausgedrückt in mV/Pa und gilt als wesentliches Gütezeichen von elektroakustischen Wandlern:
{\displaystyle B_{E}={\frac {U}{p}}.}
Je höher der Übertragungsfaktor, desto mehr wächst die elektrische Ausgangsspannung U am Mikrofon bei gleich bleibendem Schalldruck p am Eingang. Der übliche BE-Wert eines Kondensatormikrofons liegt bei etwa 10 mV/Pa und ist bei einem dynamischen Mikrofon mit etwa 0,5 mV/Pa deutlich geringer.

## Angaben in den USA
In den USA wird der Übertragungsfaktor z. T. nicht in der SI-Einheit mV/Pa angegeben, sondern als sensitivity in dB bzw. in {\displaystyle \mathrm {\frac {Volt}{dyn/cm^{2}}} ,} wobei die dB-Werte negativ sind.
übliche Angaben, je nach gewähltem Bezugswert:
- Kondensatormikrofon:  etwa −40 dB oder −60 dB
- dynamisches Mikrofon: etwa −66 dB oder −86 dB

Bezugswerte:
- dem Schalldruck p = 1 Pa entspricht ein Schalldruckpegel von Lp = 94 dBSPL (1 Pa → 94 dBSPL).
- dem Schalldruck p = 1 dyn/cm² entspricht ein Schalldruckpegel von Lp = 74 dBSPL (1 dyn/cm²→ 74 dBSPL).

## Übertragungsfaktor bei Verstärkern
Bei einem Verstärker ist die Verstärkung bzw. der Übertragungsfaktor definiert als Quotient von Ausgangs- und Eingangsspannung:
{\displaystyle v={\frac {U_{2}}{U_{1}}}.}
Diese Definition benötigt kein Bezugsmaß, da Eingangs- und Ausgangsgröße identische Einheiten besitzen.